# Love Vegas
Love Vegas (Originaltitel What Happens in Vegas, Untertitel: „Lieber reich als verheiratet“) ist eine US-amerikanische romantische Filmkomödie aus dem Jahr 2008. Regie führte Tom Vaughan, das Drehbuch schrieb Dana Fox.

## Handlung
Die New Yorkerin Joy McNally wird von ihrem Freund verlassen, was die zum Geburtstag des Mannes versammelten und in seiner Wohnung sich versteckenden Gäste mitbekommen. Um sich abzulenken, reist sie gemeinsam mit ihrer Freundin „Tipper“ nach Las Vegas, wo sie Jack Fuller kennenlernt, der kürzlich von seinem Vater entlassen wurde. Sie feiert gemeinsam mit ihm und landet anschließend mit ihm im Bett. Am nächsten Morgen stellt sie nach dem Aufwachen fest, dass sie Jack am Vorabend geheiratet hat.
Joy will die Ehe annullieren, zur gleichen Zeit beim Frühstücksbuffet entscheidet sich Jack ebenfalls die Ehe annullieren zu wollen. Joy bittet daher Jack um ein Gespräch. Im Gespräch und Streit, wer zuerst mit wem Schluss machen wollte, spielt Joy am Einarmigen Banditen. Jack nimmt sich dort Joys letzte Münze, mit der er spielt und den Jackpot von drei Millionen Dollar gewinnt. Nachdem das Casino dem Ehepaar den Scheck überreicht, erklärt Jack ihr, dass er die drei Millionen Dollar gewonnen hat. Höhnisch weist Joy auf den Ehering hin und erinnert ihn daran, dass sie mit ihm verheiratet ist. Das Paar streitet um das Geld, und es kommt zur gerichtlichen Auseinandersetzung. Der Richter verurteilt das Paar zu einer sechsmonatigen Zwangsehe, während eine Eheberaterin mit wöchentlichen Sitzungen überwachen soll, ob auch genügend Anstrengungen unternommen werden, die Ehe zu retten. Joy und Jack einigen sich widerwillig, danach das Geld zur Hälfte zu teilen. Bis dahin hat der Richter den Gewinn eingefroren.
Die Eheleute wohnen gemeinsam in New York City in Jacks Wohnung, die Joy beim Einzug als sehr schmutzig empfindet, und richten sich auf die nächsten sechs Monate ein. Zu Beginn der Zeit, in der die beiden die Wohnung miteinander teilen, verspotten sie sich gegenseitig. Sie putzt und belehrt Jack, wie er die Klobrille hoch- und wieder runterklappen soll, worauf er diese abmontiert. Nachdem Joy sich für eine längere Zeit im Badezimmer einschließt, baut Jack die Tür ebenfalls aus. Sowohl Jack als auch Joy erfahren von ihren Freunden, dass wenn der jeweils andere nicht versucht, sich für eine funktionierende Ehe einzusetzen, derjenigen Person das Geld entzogen wird. Um dies zu erreichen, versucht Joy, Jack zum Seitensprung zu animieren, indem sie ihm so viele weibliche Bekanntschaften wie es geht in die gemeinsame Wohnung schickt, welche ihn dann verführen sollen. Jack fällt zunächst darauf rein und lädt seinen Freund „Hater“ zu sich ein. Dieser durchschaut den Plan von Joy und warnt Jack, woraufhin dieser wiederum seine Bekanntschaften zu sich in die Wohnung ruft. Eine wilde Party bricht aus und Joy zieht sich in die Toilette zurück, um sich auszuruhen. Dort trifft sie Jack, der ihr ein Bier anbietet. Hier reden sie zum ersten Mal seit dem Einzug miteinander, ohne zu streiten, bis Jack den Ring von Joys Ex-Verlobtem Mason zum Thema macht. Da sie ihn immer noch trägt, zieht Jack daraus den Schluss, dass sie ihn immer noch liebt. Empört darüber zieht Joy den Ring aus und legt ihn unter eine Schachtel auf dem Regal im Badezimmer.
Tags darauf kommt Jack nach Hause und trifft unerwarteterweise auf seine Eltern. Joy hat sie ohne Jacks Wissen zum Essen eingeladen. Sie ahnen nichts von der falschen Ehe, aber Joy droht Jack damit, ihnen alles zu erzählen, wenn dieser nicht wieder die Badezimmertür und den Klodeckel montiert. Als Jacks Freund „Hater“ davon erfährt, ist er wütend und animiert Jack dazu, es seiner Ehefrau heimzuzahlen. Jack kommt der Ring wieder in den Sinn, woraufhin er sich mit Joys ehemaligem Verlobten trifft und ihn geschickterweise dazu bringen kann, erneut um sie zu werben. Joy freundet sich mit der Zeit immer mehr mit Jacks Familie an und Jack wiederum beeindruckt Banger, den Chef seiner Frau, auf einem Klausurtagungswochenende. Gegen Ende der sechsmonatigen Zwangsehe kommen sich Joy und Jack immer näher.
Als Joy auf dem Weg zum Gerichtssaal ist, trifft sie ihren Ex-Verlobten Mason wieder, der ihr den Ring wiedergeben und sie zurückhaben will. Sie ist überrascht darüber, dass Mason im Besitz des Ringes ist und realisiert, wie es dazu gekommen ist. Joy sieht ihre wachsenden Gefühle für Jack verletzt. Während der erneuten Gerichtsverhandlung nach sechs Monaten verzichtet sie auf ihren Anteil des Jackpots zugunsten der Scheidung und gibt Jack den Ring, den sie zuvor von Mason erhalten hat. Sie kündigt kurz darauf den Job, als sie befördert werden soll, und schottet sich ab. Währenddessen feiern Jacks Freunde den Sieg. Jack aber ist unglücklich und merkt, dass er Gefühle für Joy hat. Er sucht Joys Freundin „Tipper“ auf, die ihm gerne weiterhelfen würde, aber selbst nicht weiß, wo Joy sich aufhält. Jack fällt das Bild des Strandes und des Leuchtturmes ein, das Joy gehört hat und welches er unter dem Bett gefunden hat. Er macht sich auf den Weg und findet Joy am Strand. Er stellt fest, dass die Zeit, in der Joy in seiner Wohnung gelebt hat, die schönste seines Lebens gewesen ist und macht ihr einen weiteren Heiratsantrag. Joy sagt, sie habe ihr Leben lang damit verbracht, es allen Recht zu machen. Dies habe sich geändert, als sie mit Jack zusammen gewesen ist. Schließlich nimmt sie den Antrag an.
Der Film endet mit einer Rückblende auf die in Las Vegas erfolgte Eheschließung.

## Rezeption
Love Vegas erhielt ein schlechtes Presseecho, was sich auch in den Auswertungen US-amerikanischer Aggregatoren widerspiegelt. So erfasst Rotten Tomatoes überwiegend kritische Besprechungen und ordnet den Film dementsprechend als „Gammelig“ ein. Laut Metacritic fallen die Bewertungen im Mittel „Grundsätzlich Ablehnend“ aus.
James Berardinelli schrieb auf ReelViews, in einigen Jahren würde sich niemand an den Film erinnern. Es sei traurig, aber das Netteste, was er über den Film sagen könne, sei, dass er ihn nicht hasse – was jedoch bereits etwas sei („Sadly, about the nicest thing I can say about What Happens in Vegas is that I didn't hate it – although I suppose that's something“).
Joe Leydon schrieb in der Zeitschrift Variety vom 5. Mai 2008, der Film biete keine großen Überraschungen, sondern lediglich einige unerwartete Entwicklungen. Eine „respektable“ Anzahl der Lacher würde einem formelhaften Drehbuch entspringen. Die Hauptdarsteller würden „unbestreitbar reizvoll“ wirken.
Wolfgang Hübner schrieb am 12. Mai 2008 für die Zeitschrift Stern, der Film biete „einige Lacher“, aber keine Überraschungen. Er sei „nur Unterhaltungskino aus der Illusionsfabrik, zum sofortigen, absolut folgenlosen Konsum bestimmt“. Sein Zuschnitt – „laut, grell und ständig überdreht“ – ziele „eindeutig auf ein recht anspruchsloses jugendliches Massenpublikum“, das keine „feinsinnige Leinwanderlebnisse“ erwarten würde. Die Teilnahme bedeute einen Rückschritt für Cameron Diaz, die „zuletzt in anspruchsvolleren Rollen zu sehen war“ und darüber hinaus „etwas zu alt“ für Ashton Kutcher wirke.
Ashton Kutcher und der Film in der Kategorie romantische Komödie gewannen im Jahr 2008 jeweils den Teen Choice Award. Cameron Diaz wurde für den gleichen Preis nominiert.
Cameron Diaz und Ashton Kutcher wurden außerdem für die Goldene Himbeere als schlechtestes Leinwandpaar nominiert.
Im Jahr 2009 gewann der Film erneut den Teen Choice Award in der Kategorie Choice Movie: Bromantic Comedy.

## Hintergründe
| Figur                 | Darsteller       | Deutscher Sprecher    |
| --------------------- | ---------------- | --------------------- |
| Joy McNally           | Cameron Diaz     | Katrin Fröhlich       |
| Jack Fuller           | Ashton Kutcher   | Marcel Collé          |
| Dr. Twitchell         | Queen Latifah    | Martina Treger        |
| Jeffery „Hater“ Lewis | Rob Corddry      | Olaf Reichmann        |
| Toni „Tipper“ Saxson  | Lake Bell        | Tanja Geke            |
| Mason                 | Jason Sudeikis   | Norman Matt           |
| Chong                 | Michelle Krusiec | Marie Bierstedt       |
| Richard „Dick“ Banger | Dennis Farina    | Hans-Werner Bussinger |
| Jack Fuller senior    | Treat Williams   | Ernst Meincke         |
| Richter R.D. Whopper  | Dennis Miller    | Frank-Otto Schenk     |

Der Film wurde unter anderem in New York und auf Long Island gedreht. Als Produktionskosten werden 35 Millionen US-Dollar angegeben. Vorgestellt wurde der Film am 11. März 2008 von Cameron Diaz und Tom Rothman, dem Manager des Produktionsunternehmens 20th Century Fox, auf dem Filmfestival ShoWest.
Landesweiter Kinostart in Belgien und in Frankreich war am 7. Mai 2008, der deutsche erfolgte am 8. Mai 2008, der US-amerikanische am 9. Mai 2008. Der Film spielte bis zum 26. August 2008 weltweit ca. 211,6 Millionen US-Dollar ein, davon allein ca. 80,2 Millionen in den Kinos der USA.
Die deutsche Synchronisation entstand bei der Interopa Film GmbH in Berlin. Für Dialogbuch und Dialogregie war Marius Clarén verantwortlich.
Der Originaltitel „What happens in Vegas“ ist der erste Teil eines in den USA verbreiteten Sprichworts, nämlich:
„What happens in Vegas, stays in Vegas“ (Was in [Las] Vegas passiert, bleibt in [Las] Vegas). Gemeint ist: für sämtliche Eskapaden auf einer Las-Vegas-Reise gilt unter den Reiseteilnehmern eine Schweigepflicht.